# Eutychides z Sykionu

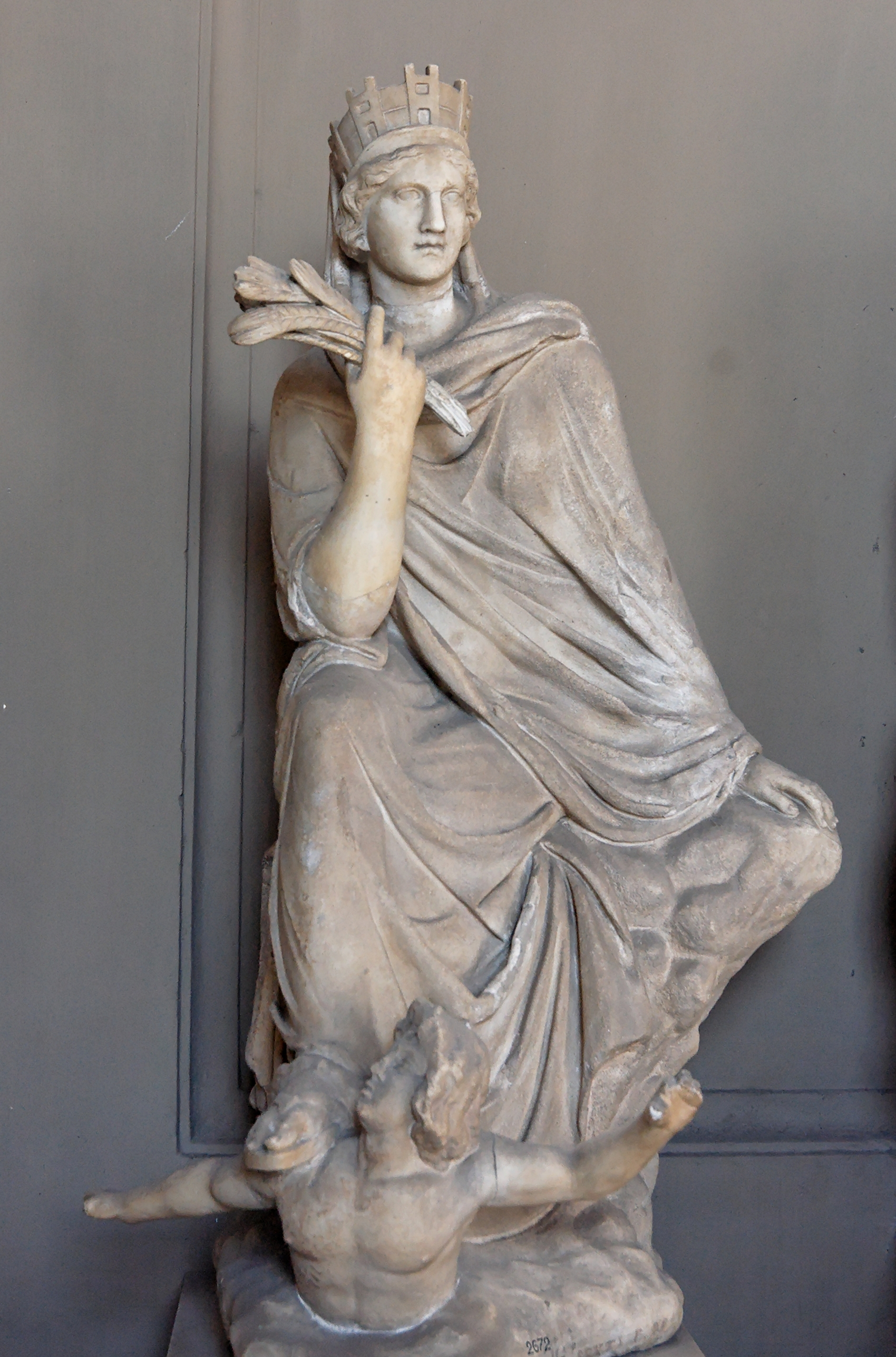
Rzymska kopia Tyche Antiochii (watykańskie Muzeum Pio-Clementino)

Eutychides z Sykionu (gr. Εὐτυχίδης ο Σικυώνιος) – hellenistyczny rzeźbiarz, brązownik i malarz działający na przełomie IV/III wieku p.n.e.
Według Pauzaniasza uchodził za ucznia Lizypa. Jako malarz znany jest jedynie ze wspomnianego przez Pliniusza obrazu z przedstawieniem Nike powożącej rydwanem (bigą).
Większą sławę i rozgłos zdobył jako rzeźbiarz. Mistrzostwo przejawił w posągu personifikowanej rzeki Eurotas, o którym Pliniusz zauważył, że odznaczał się większą płynnością niż sama rzeka. Był również autorem wymienionego w relacji Pauzaniasza brązowego posągu zwycięzcy olimpijskiego – Tymostenesa. Jego styl odznaczał się dążeniem do realizmu oraz diagonalnym (tj. po przekątnej) układem postaci.

## Tyche miasta Antiochii
Znany pozostał jednak głównie jako twórca brązowej rzeźbiarskiej grupy Tyche Antiochii z ok. 296 p.n.e., wykonanej dla nowo założonej (w 300 p.n.e.) stolicy państwa Seleucydów nad rzeką Orontes.
Wyobrażenie bogini jako patronki miasta nawiązywało do greckiej tradycji uznającej np. Atenę za protektorkę Aten, a Afrodytę za opiekunkę Afrodyzji. Ukazana w tzw. corona muralis na głowie i z garścią kłosów zboża w ręce, symbolizowała boginię miasta i cechujący je dostatek. Zbliżoną do stożka kompozycję oryginału z przedstawieniem siedzącej na skale (symbolizującej wzgórze Silpion, łac. Silpius) bogini i z wyłaniającym się spod jej stóp młodzieńczym bogiem rzeki, powtarzały rzymskie pomniejszone kopie (najwierniejsza z nich, wysokości 0,89 m znajduje się w Muzeach Watykańskich). O popularności tego dzieła w świecie antycznym świadczą liczne wyobrażenia nie tylko w malarstwie ściennym, lecz w drobnej plastyce (lampkach, naczyniach, reliefach itp.), lecz przede wszystkim na monetach – zwłaszcza syryjskiej Antiochii oraz na ich naśladownictwach emitowanych w innych miastach regionu (np. Edessa, Nisibis, Singara), a nawet w serii monet Tigranesa z lat 83–69 p.n.e.

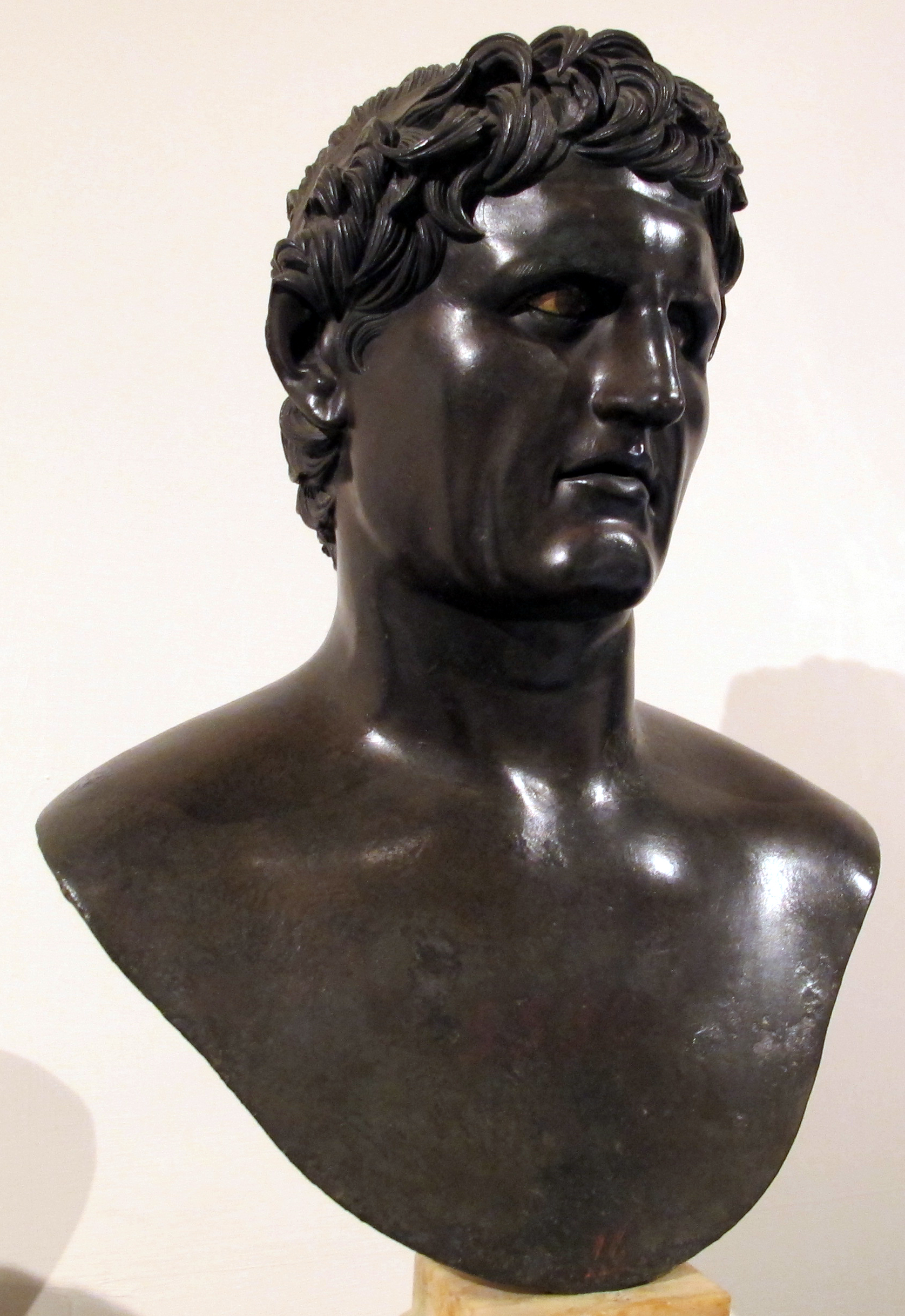
Popiersie Seleukosa z Herkulanum

O popularności tego dzieła w świecie antycznym świadczą liczne jego wyobrażenia nie tylko w drobnej plastyce (lampkach, wyrobach szklanych, figurkach, reliefach itp.), lecz przede wszystkim na monetach – zwłaszcza syryjskiej Antiochii oraz ich naśladownictwach emitowanych w innych miastach rzymskich, a nawet w serii monet Tigranesa z lat 83–69 p.n.e.

## Rzeźby atrybuowane
Eutychidesowi przypisywane jest także portretowe popiersie  Seleukosa I Nikatora pochodzące z tzw. willi Pizonów w Herkulanum (obecnie w neapolitańskim Muzeum Narodowym). Obok wielkiego artyzmu wykazuje ono wyraźne cechy szkoły Lizypa, a ponieważ twórcą nie mógł już być on sam, był nim najpewniej jego uczeń – stąd atrybucja rzeźbiarzowi, któremu oprócz wizerunku patronki być może powierzono wykonanie też podobizny założyciela miasta.
Niewykluczone, że jego dziełem było przedstawienie Dionizosa (tzw. Ojciec Liber), wymienione przez Pliniusza w rzymskiej kolekcji Azyniusza Polliona. Przypisuje mu się również autorstwo rzeźby siedzącej dziewczynki ze zbiorów rzymskiego Pałacu Konserwatorów, zdradzającej podobny układ postaci co w przedstawieniu Tyche, tj. kompozycję opartą na dwóch zwrotach ciała (korpus skręcony w lewo, głowa w prawo).